# بوكيمون روبي وسافاير
بوكيمون روبي (ياقوت أحمر) (بالإنجليزية: Pokémon Ruby‎؛ باليابانية: ポケットモンスター ルビー) وَبوكيمون سافاير (ياقوت أزرق) (بالإنجليزية: Pokémon Sapphire‎؛ باليابانية: ポケットモンスター サファイア) هما لعبتان فيديو تقمص أدوار مطورة من قبل شركة غيم فريك صدرت في سنة 2002 في اليابان وفي سنة 2003 في الولايات المتحدة، نشرتها ذا بوكيمون كومباني وَنينتندو على جهاز غيم بوي أدفانس. تُعد أول لعبتين للجيل الثالث لألعاب بوكيمون.